# Јасиковица
Јасиковица је насеље у Србији у општини Трстеник у Расинском округу. Према попису из 2022. било је 467 становника (према попису из 1991. било је 840 становника).

## Прошлост
Године 1938. августа месеца освећени су темељи нове православне цркве у Јасиковици. Чинодејствовао је владика Жички, Николај Велимировић. Црква је грађена прилозима грађана Јасиковице, Буча и Каменара.

## Демографија
У насељу Јасиковица живи 539 пунолетних становника, а просечна старост становништва износи 43,4 година (41,9 код мушкараца и 44,6 код жена). У насељу има 177 домаћинстава, а просечан број чланова по домаћинству је 3,79.
Ово насеље је великим делом насељено Србима (према попису из 2002. године), а у последња три пописа, примећен је пад у броју становника.
|  |

| Демографија | Демографија | Демографија |
| Година      | Становника  | Становника  |
| ----------- | ----------- | ----------- |
| 1948.       | 983         |             |
| 1953.       | 1.032       |             |
| 1961.       | 1.021       |             |
| 1971.       | 900         |             |
| 1981.       | 905         |             |
| 1991.       | 840         |             |
| 2002.       | 670         |             |
| 2011.       | 582         |             |

| Етнички састав према попису из 2002.‍ | Етнички састав према попису из 2002.‍ | Етнички састав према попису из 2002.‍ | Етнички састав према попису из 2002.‍ | Етнички састав према попису из 2002.‍ |
| ------------------------------------ | ------------------------------------ | ------------------------------------ | ------------------------------------ | ------------------------------------ |
|                                      |                                      |                                      |                                      |                                      |
| Срби                                 | Срби                                 |                                      | 665                                  | 99,25%                               |
| Црногорци                            | Црногорци                            |                                      | 2                                    | 0,29%                                |
| Руси                                 | Руси                                 |                                      | 1                                    | 0,14%                                |
| непознато                            | непознато                            |                                      | 1                                    | 0,14%                                |

| Година пописа     | 1948. | 1953. | 1961. | 1971. | 1981. | 1991. | 2002. |
| ----------------- | ----- | ----- | ----- | ----- | ----- | ----- | ----- |
| Број домаћинстава | 164   | 182   | 204   | 193   | 186   | 194   | 177   |

| Број чланова      | 1  | 2  | 3  | 4  | 5  | 6  | 7  | 8 | 9 | 10 и више | Просек |
| ----------------- | -- | -- | -- | -- | -- | -- | -- | - | - | --------- | ------ |
| Број домаћинстава | 23 | 38 | 21 | 31 | 28 | 18 | 10 | 6 | 2 | 0         | 3,79   |

| Пол    | Укупно | Неожењен/Неудата | Ожењен/Удата | Удовац/Удовица | Разведен/Разведена | Непознато |
| ------ | ------ | ---------------- | ------------ | -------------- | ------------------ | --------- |
| Мушки  | 259    | 50               | 183          | 25             | 1                  | 0         |
| Женски | 309    | 36               | 205          | 61             | 7                  | 0         |
| УКУПНО | 568    | 86               | 388          | 86             | 8                  | 0         |

| Пол    | Укупно                    | Пољопривреда, лов и шумарство | Рибарство                            | Вађење руде и камена | Прерађивачка индустрија       |
| ------ | ------------------------- | ----------------------------- | ------------------------------------ | -------------------- | ----------------------------- |
| Мушки  | 129                       | 73                            | 0                                    | 0                    | 28                            |
| Женски | 73                        | 44                            | 0                                    | 0                    | 16                            |
| УКУПНО | 202                       | 117                           | 0                                    | 0                    | 44                            |
| Пол    | Производња и снабдевање   | Грађевинарство                | Трговина                             | Хотели и ресторани   | Саобраћај, складиштење и везе |
| Мушки  | 0                         | 3                             | 9                                    | 1                    | 6                             |
| Женски | 0                         | 0                             | 4                                    | 1                    | 0                             |
| УКУПНО | 0                         | 3                             | 13                                   | 2                    | 6                             |
| Пол    | Финансијско посредовање   | Некретнине                    | Државна управа и одбрана             | Образовање           | Здравствени и социјални рад   |
| Мушки  | 0                         | 6                             | 0                                    | 0                    | 1                             |
| Женски | 0                         | 0                             | 1                                    | 4                    | 2                             |
| УКУПНО | 0                         | 6                             | 1                                    | 4                    | 3                             |
| Пол    | Остале услужне активности | Приватна домаћинства          | Екстериторијалне организације и тела | Непознато            | Непознато                     |
| Мушки  | 1                         | 0                             | 0                                    | 1                    | 1                             |
| Женски | 1                         | 0                             | 0                                    | 0                    | 0                             |
| УКУПНО | 2                         | 0                             | 0                                    | 1                    | 1                             |